# Rajd Tulipanów 1970

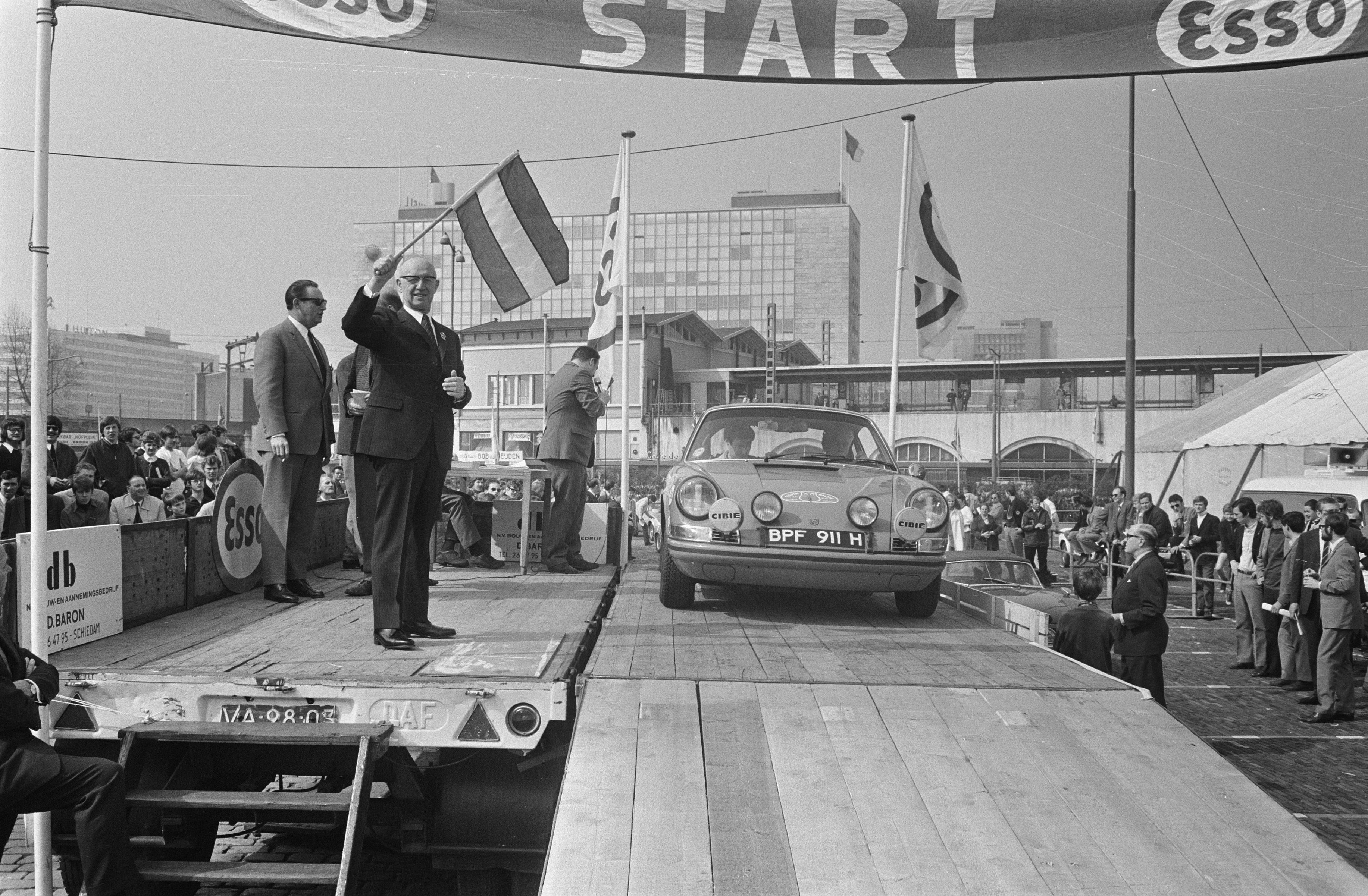
Brytyjczycy Stanley Palmer i Rodney Spokes tu podczas startu, zajęli w rajdzie 10 miejsce

Rajd Tulipanów 1970 (22. Internationale Tulpenrallye) – 22 edycja rajdu samochodowego Rajd Tulipanów rozgrywanego w Holandii. Rozgrywany był od 4 do 9 maja 1970 roku. Była to piąta runda Rajdowych Mistrzostw Europy w roku 1970.

## Klasyfikacja rajdu
| Miejsce                      | Kierowca                     | Pilot                        | Samochód                     | Czas                         | Strata                       |                              |
| Klasyfikacja generalna i ERC | Klasyfikacja generalna i ERC | Klasyfikacja generalna i ERC | Klasyfikacja generalna i ERC | Klasyfikacja generalna i ERC | Klasyfikacja generalna i ERC | Klasyfikacja generalna i ERC |
| ---------------------------- | ---------------------------- | ---------------------------- | ---------------------------- | ---------------------------- | ---------------------------- | ---------------------------- |
| 1.                           | Kees van Grieken             | Marcel Verbunt               | BMW 2002 Ti                  |                              | 0.0                          |                              |
| 2.                           | Jean Ragnotti                | Pierre Thimonier             | Opel Kadett Rallye           |                              |                              |                              |
| 3.                           | Sergio Barbasio              | Mario Mannucci               | Lancia Fulvia 1.6 Coupé HF   |                              |                              |                              |
| 4.                           | Ben Pon                      | Rob Wiedenhoff               | Volkswagen 1600 Prototype    |                              |                              |                              |
| 5.                           | Marie-Claude Beaumont        | Marie Madelline Touquet      | Opel GT 1900                 |                              |                              |                              |
| 6.                           | Ruben Börjesson              | Marianne Sterner             | Opel Kadett Rallye           |                              |                              |                              |
| 7.                           | Alfred Krause                | Michel Godichard             | Renault 8 Gordini            |                              |                              |                              |
| 8.                           | Renger Guliker               | Theo Schoonderbeek           | BMW 2002 Ti                  |                              |                              |                              |
| 9.                           | Anders Sigurdsson            | Gunnar Berglund              | Saab 96 V4                   |                              |                              |                              |
| 10.                          | Stanley Palmer               | Rodney Spokes                | Porsche 911                  |                              |                              |                              |